# Supermarine Seagull (1948)
El Supermarine Seagull fue un hidrocanoa militar anfibio británico y el último construido por la compañía Supermarine. El diseño comenzó durante la Segunda Guerra Mundial, pero no voló hasta tres años después de que la guerra hubiera terminado y el proyecto fue cancelado sin que fuera adoptado para el servicio.

## Desarrollo
En octubre de 1940, el Ministerio del Aire británico emitió la Especificación S.12/40 a Supermarine y Fairey para un avión anfibio de reconocimiento y observación lanzado por catapulta para reemplazar a los Supermarine Walrus y Supermarine Sea Otter. En marzo de 1943 se emitió un pedido de tres prototipos de aviones de Supermarine.
Hubo una interrupción en el diseño debido a la necesidad de trasladar la oficina de diseño de Supermarine, después del bombardeo de las instalaciones de Woolston. Se produjeron más retrasos debido a las exhaustivas pruebas en el túnel de viento que se necesitaron y al cambio del Rolls-Royce Merlin al más potente Rolls-Royce Griffon. Además, la especificación de diseño se modificó en 1944 a un nuevo requisito, el S.14/44 (posteriormente S.14/44/2): el papel de la aeronave cambió del reconocimiento embarcado y la corrección de artillería al rescate aeromarítimo basado en tierra. Este cambio eliminó la torreta de cuatro armas que presentaba el diseño.
El primer prototipo, el Seagull con matrícula PA143, despegó por primera vez el 14 de julio de 1948 desde Southampton Water, pilotado por el piloto de pruebas Mike Lithgow. El segundo avión, el PA147, voló en septiembre de 1949 y se utilizó para realizar pruebas en el portaaviones HMS Ark Royal más tarde ese mismo año, durante las que demostró la capacidad de transportar a cinco pasajeros. También se realizaron experimentos de despegues asistidos por cohete.
A principios de la década de 1950, los helicópteros asumieron la función del rescate aeromarítimo. En 1952, los dos prototipos completados y el tercer avión parcialmente construido, el PA152, fueron desguazados.

## Diseño
El Seagull era de construcción totalmente metálica con ala en parasol de dos largueros montada sobre un pilón que la conectaba al fuselaje. El único motor, un Rolls-Royce Griffon, movía hélices contrarrotativas; los radiadores estaban montados debajo del motor, en el pilón. En la parte trasera del pilón había un puesto de observador con dos ventanas. Se instaló un perno de ojo en el ala, por detrás del motor, para que el avión pudiera izarse fácilmente del agua con una grúa.
Las alas estaban equipadas con flaps ranurados y slats de borde de ataque en toda su longitud y podían plegarse para un almacenamiento compacto a bordo. También poseían un ángulo de incidencia variable, pivotando sobre el larguero delantero y movidas por un gato de tornillo accionado eléctricamente unido al larguero trasero. Esta disposición reducía la velocidad de pérdida y aumentaba la sustentación, lo que permitía que el avión utilizara un ala más pequeña, siendo la compacidad una característica importante para un avión embarcado.
Supermarine había probado esta disposición en el Type 322 y su capacidad quedó demostrada cuando el piloto de pruebas Mike Lithgow voló un Seagull a sólo 56 km/h. En julio de 1950, un Seagull, pilotado por Les Colquhoun que competía en la Air League Cup Race, obtuvo el récord de velocidad aérea para un avión anfibio en un recorrido de 100 km, volando a una velocidad media de 389,3 km/h.
El casco era un diseño de estructura normal y larguerillos con barbillas. El plano de cola, situado encima del empenaje, tenía un diedro muy grande, con aletas más pequeñas montadas en sus puntas, perpendiculares a su superficie. Posteriormente se añadió un tercer empenaje al centro después de que las pruebas del primer prototipo revelaran una inestabilidad en la guiñada. Esto se añadió al segundo prototipo mientras aún se estaba construyendo.
El tren de aterrizaje se retraía en compartimentos a ambos lados del fuselaje y se podía desmontar fácilmente, ahorrando 180 kg de peso cuando el avión operaba como un hidrocanoa puro. El Seagull también estaba equipado con un gancho de retención para realizar aterrizajes en portaaviones; los puntos de montaje para los cohetes JATO estaban ubicados justo encima de los huecos de las ruedas.
La tripulación estaba compuesta normalmente por tres personas. En tareas de rescate aeromarítimo, un Seagull podría acomodar a un piloto, a un navegante y a un médico, además de hasta siete supervivientes.

## Operadores
Reino Unido
- Marina Real

## Especificaciones (Seagull ASR.1)
Referencia datos: Supermarine aircraft since 1914, Dumbo and Seagull,

### Características generales
- Tripulación: Tres
- Capacidad: Hasta 7 supervivientes (2 en literas, uno sentado y cuatro en "puestos de emergencia" en el suelo)
- Longitud: 13,5 m (44,1 ft)
- Envergadura: 16 m (52,5 ft)
- Altura: 4,8 m (15,9 ft) (sobre ruedas, cola abajo)
- Superficie alar: 40,1 m² (431,6 ft²)
- Perfil alar: raíz: NACA 23018; punta: NACA 3410[10]
- Peso vacío: 4767 kg (10 506,5 lb)
- Peso cargado: 6577 kg (14 495,7 lb)
- Planta motriz: 1× motor lineal V12 refrigerado por líquido Rolls-Royce Griffon 29.
  - Potencia: 1353 kW (1865 HP; 1840 CV)
- Hélices: Rotol de seis palas contrarrotativas
- Diámetro de la hélice: 3,15 m
- Ancho: 7,16 m con las alas plegadas

### Rendimiento
- Velocidad máxima operativa (Vno): 420 km/h (261 MPH; 227 kt) a 3597 m (11 800 pies)
- Velocidad crucero (Vc): 211 km/h (131 MPH; 114 kt)
- Alcance: 1408 km (760 nmi; 875 mi) a velocidad de crucero
- Techo de vuelo: 7200 m (23 622 ft)
- Régimen de ascenso: 7,3 m/s (1437 ft/min) (hasta los 2134 m (7000 pies) con relación MS del sobrealimentador)
- Carrera de despegue desde cubierta: 95 m con viento sobre cubierta de 50 km/h

## Aeronaves relacionadas

### Secuencias de designación
- Secuencia Numérica (interna de Supermarine): ← 344 - 345 - 346 - 347 - 348 - 349 - 350 -- 378 - 379 - 380 - 381 - 382 - 383 - 384 -- 527 - 528 - 529 - 530 - 531 - 532 - 533 →